# Rio Velino
Velino é um rio da Itália. O rio forma a Cascata delle Marmore  e é um afluente do Nera.
O rio nasce em Abruzos, região da Itália central.[carece de fontes?] Na altura de Antrodoco o rio se torna navegável. O rio atravessa o vale da região de Rieti, que era um pântano na antiguidade.
Segundo alguns etimologistas, o nome do rio deriva de Dea Velia, uma deusa antiga. 
Um aqueduto transportava a água do rio Velino até Roma. Este aqueduto foi construído por Mânio Cúrio Dentato, cônsul e censor romano no ano 483 A.U.C. (272 a.C.) com Lúcio Papírio Cursor, quando completaram o 34o lustrum.